# Nabi Schuʿaib

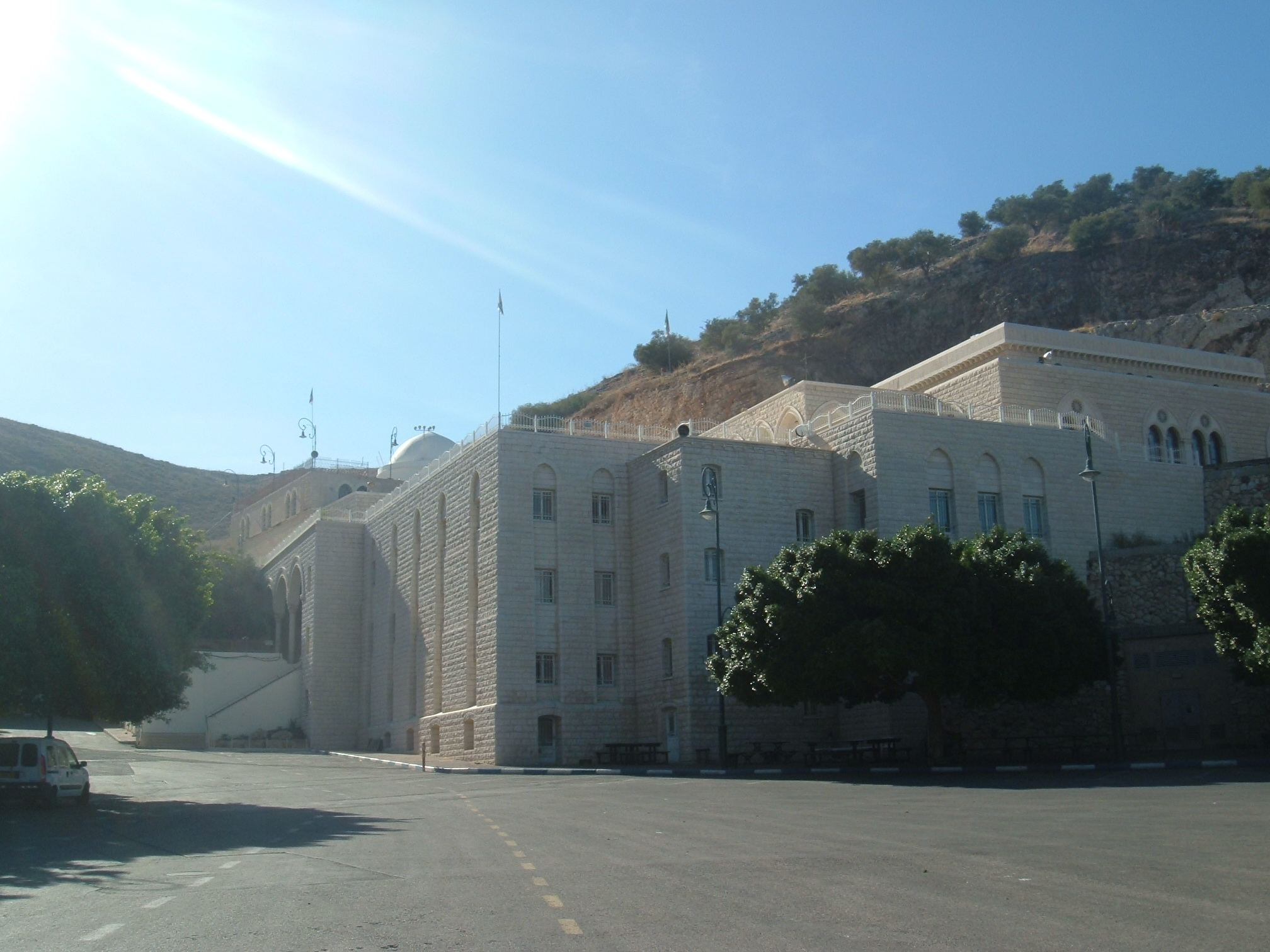
Der Gebäudekomplex über dem Grabmal

Der Maqam Nabi Schuʿaib (arabisch مقام النبي شعيب Maqam an-Nabi Schuʿaib, DMG Maqām an-Nabī Šuʿaib ‚Ort des Propheten Schuʿaib‘, hebräisch מִתְחַם נַבִּי שוּעֵייבּ Mitcham Nabī Schūʿejb, deutsch ‚Umfriedung des Propheten Schuʿaib‘, englisch Shrine of Neby Shoʿaib) ist ein drusischer und islamischer religiöser Schrein (mazar/maqam) in der Nähe von Kfar Seitim  und der Wüstung Hittin, Israel. Gemäß der Tradition befindet sich am Ort das Grab des drusischen und islamischen Propheten Schuʿaib, der traditionell mit der biblischen Gestalt Jitros, dem Schwiegervater Mose, identifiziert wird. Schuʿaib ist der vierzehnte der Propheten des Islam.

## Geschichte

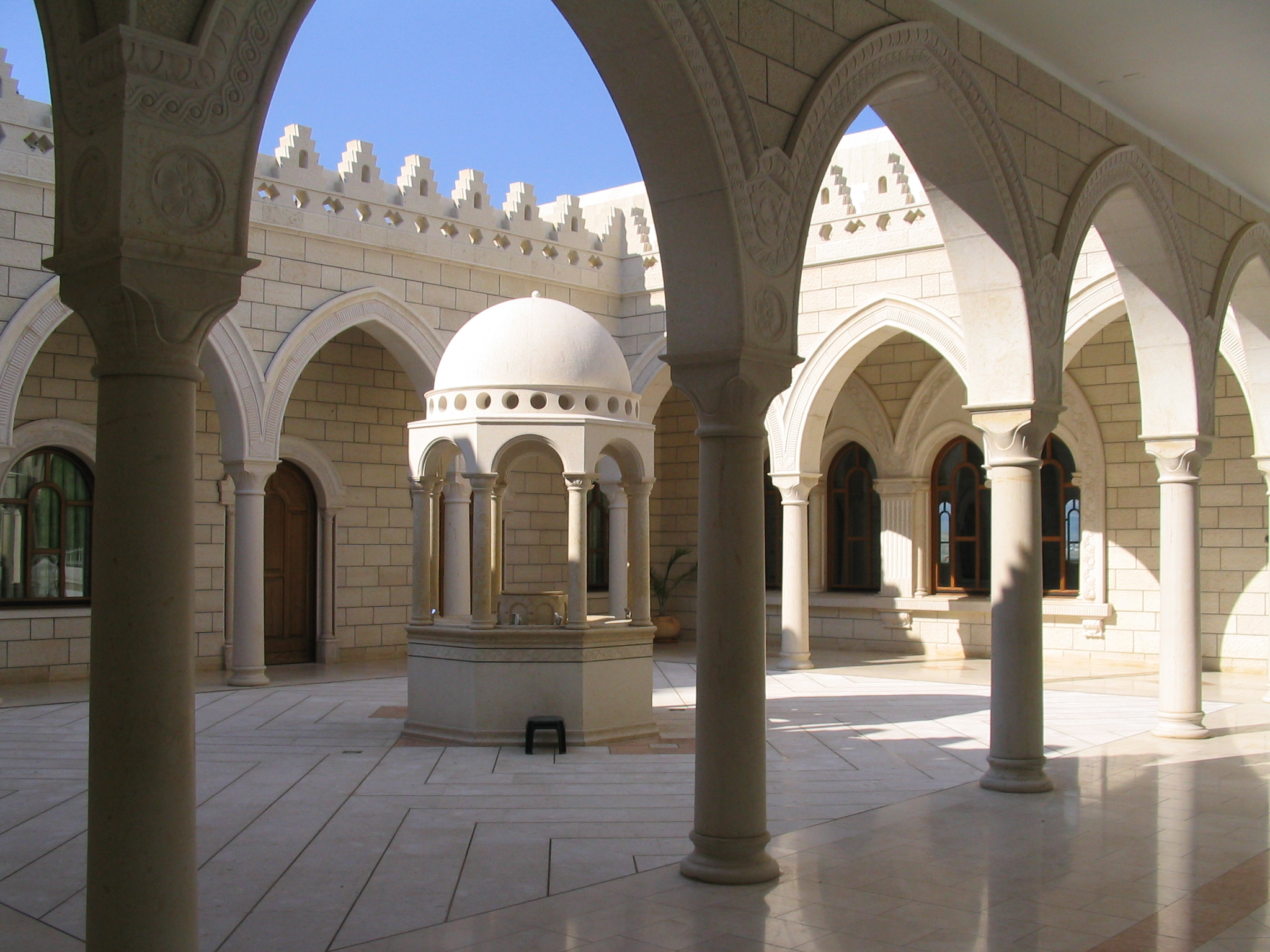
Innenhof des Schreins

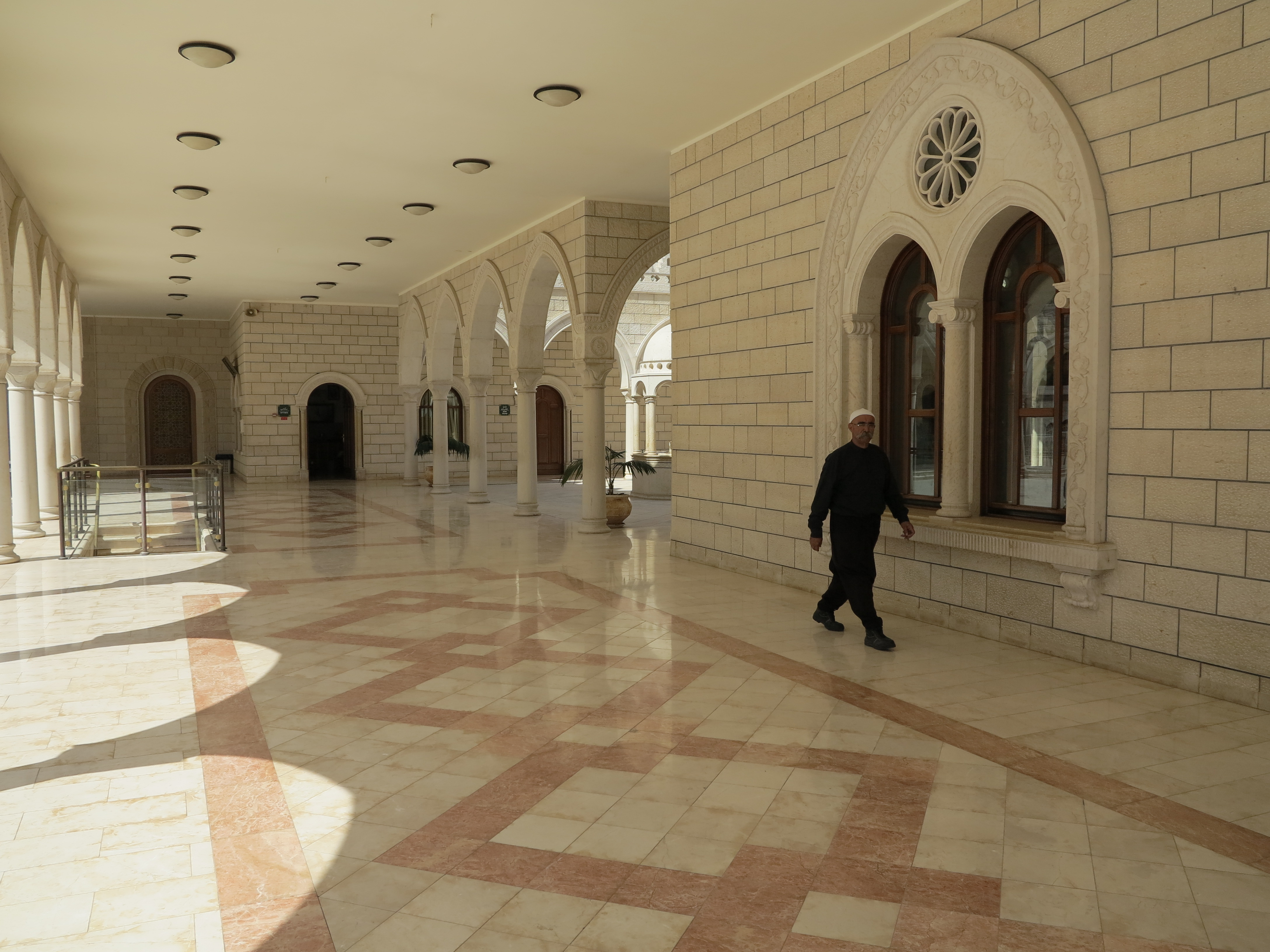
Säulengang

In muslimischer und drusischer Tradition wird überliefert, dass Schuʿayb am Ende seines Lebens in einer Höhle außerhalb Hittins Zuflucht fand, wo er in hohem Alter verstarb. Seine Erben begruben ihn dort und legten einen Grabstein auf den Platz. Eine andere Tradition besagt, dass Saladin in der Nacht vor der Schlacht bei Hattin gegen die Kreuzfahrer einen Traum hatte. Ein Engel versprach ihm den Sieg unter der Bedingung, dass er nach der Schlacht mit seinem Pferd nach Westen reiten würde. Wo das Pferd anhielt, so wies ihn der Engel an, würde er das Grab Schuʿaibs finden. Nachdem der Traum sich verwirklichte, erbauten die Drusen an dieser Stelle den Schrein.
Der Schrein wurde im Laufe der Zeit immer weiter ausgebaut. Die ältesten Teile des heutigen Gebäudes stammen aus den 1880ern, nachdem ein geistlicher Führer der Drusen, Scheich Muhanna Tarif aus Dschulis, in der Region einen Aufruf gemacht hatte, den Schrein auszubauen. Eine Delegation von Würdenträgern reiste nach Syrien und in den Libanon um Spenden zu sammeln und auch die Drusen aus Galiläa und vom Karmel brachten beachtliche Mittel auf.
Als Palästina britisches Mandatsgebiet wurde, entspann sich ein Streit zwischen den Drusen und dem Obersten Islamischen Rat, wer das Wächteramt für den Schrein bekommen sollte. Nachdem Israel 1948 gegründet wurde und nachdem das Dorf Hittin, das vorher vor allem von Sunniten bewohnt gewesen war, die es während des Kriegs um Israels Unabhängigkeit geräumt hatten, wurde den Drusen die volle Verantwortung für den Schrein und weitere 100 Dunam umliegenden Landes übertragen. Unter der Führung von Scheich Amin Tarif wurde der Schrein renoviert und es wurden einige Gasträume für Pilger angefügt. Die israelische Regierung befestigte auch die Straße zum Schrein und verlegte elektrische Leitungen und die Wasseranschlüsse.

## Wallfahrten

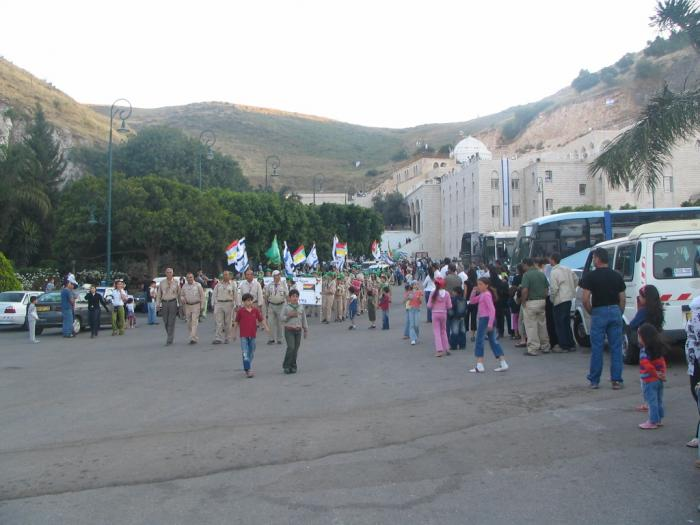
Drusische Pfadfinder auf Besuch am Schrein.

Die erste Erwähnung des Grabes geht zurück ins 12. Jahrhundert und die Drusen feiern seit Jahrhunderten an dieser Stelle Wallfahrten (ziyarat). Nach der Tradition ist ein Fußabdruck von Schuʿaib (da'sa) auf dem Grab zu sehen. Pilger gießen Öl in die Vertiefung und reiben danach ihren Körper mit dem Öl ein, um Glück zu erbitten. Viele Menschen verbinden dies mit dem Ablegen von Eiden (nidhr).
Ursprünglich gab es keine festen Termine für die jährliche Wallfahrt, die normalerweise im Frühling abgehalten wurde. Als die israelische Regierung die offizielle Anerkennung der Wallfahrt als drusisches Fest gewährte, wurden die Termine festgelegt. Heute finden die Wallfahrten zwischen dem 25. und 28. April statt. Während der Festlichkeiten finden Massenveranstaltungen statt und die religiösen Führer versammeln sich zur Diskussion über religiöse Fragen. Bevor Israel als Staat errichtet wurde, kamen auch aus Syrien und dem Libanon Drusen zum Festival, was derzeit aber nicht mehr möglich ist.
In der Levante verteilt, gibt es noch weitere Schreine für Nabi Schuʿaib.